# Carlo d'Angiò (1296-1315)
Carlo d'Angiò, principe di Acaia (1296 circa – Montecatini Alto, 29 agosto 1315), è stato un generale italiano.
Era figlio di Filippo I d'Angiò, principe di Taranto, e della sua prima moglie Tamara Angela Comnena Ducena, figlia di Niceforo I despota d'Epiro. 
Nel 1306 il padre predispose per lui, che aveva appena undici anni, il fidanzamento con Matilde, figlia di Fiorenzo di Hainaut e di Isabella di Villehardouin, principessa di Acaia che in quell'anno veniva privata dei suoi diritti in Grecia dal re Carlo II di Napoli per il suo nuovo matrimonio con Filippo di Savoia, svoltosi senza l'autorizzazione regia. Rotto questo fidanzamento, ne fu organizzato un altro con Giovanna, figlia di Carlo di Valois e sorella della nuova moglie del padre Filippo. Neppure questo matrimonio, pensato per assicurare al padre di Carlo il sicuro possesso del titolo di imperatore titolare di Bisanzio, sarebbe successivamente stato celebrato. 
Nel 1315 Filippo veniva inviato dal fratello, il re Roberto d'Angiò, a sostenere con un esercito i Fiorentini, minacciati dai Pisani guidati da Uguccione della Faggiuola, e Carlo seguì il padre in questa campagna militare. L'esercito fiorentino-napoletano fu però gravemente sconfitto nella battaglia di Montecatini (29 agosto), nella quale Carlo perse la vita insieme allo zio, il fratello minore di Filippo, Pietro detto "Tempesta". 
La sua morte viene ricordata nella nota ballata I reali di Napoli nella rotta di Montecatini. Fu sepolto a Pisa.

## Ascendenza
|                                    |                  |                       | Genitori                           |  |  | Nonni |  |  | Bisnonni        |  |  | Trisnonni             |  |
|                                    |                  |                       |                                    |  |  |       |  |  | Carlo I d'Angiò |  |  | Luigi VIII di Francia |  |
|                                    |                  |                       |                                    |  |  |       |  |  | Carlo I d'Angiò |  |  | Luigi VIII di Francia |  |
|                                    |                  | Bianca di Castiglia   |                                    |  |  |       |  |  | Carlo I d'Angiò |  |  |                       |  |
| Carlo II di Napoli                 |                  |                       |                                    |  |  |       |  |  | Carlo I d'Angiò |  |  |                       |  |
|                                    |                  | Beatrice di Provenza  | Raimondo Berengario IV di Provenza |  |  |       |  |  |                 |  |  |                       |  |
|                                    |                  | Beatrice di Provenza  | Raimondo Berengario IV di Provenza |  |  |       |  |  |                 |  |  |                       |  |
|                                    |                  | Beatrice di Provenza  | Beatrice di Savoia                 |  |  |       |  |  |                 |  |  |                       |  |
| Filippo I d'Angiò                  |                  | Beatrice di Provenza  |                                    |  |  |       |  |  |                 |  |  |                       |  |
|                                    |                  | Stefano V d'Ungheria  | Béla IV d'Ungheria                 |  |  |       |  |  |                 |  |  |                       |  |
|                                    |                  | Stefano V d'Ungheria  | Béla IV d'Ungheria                 |  |  |       |  |  |                 |  |  |                       |  |
|                                    |                  | Stefano V d'Ungheria  | Maria Lascaris di Nicea            |  |  |       |  |  |                 |  |  |                       |  |
| Maria d'Ungheria                   |                  | Stefano V d'Ungheria  |                                    |  |  |       |  |  |                 |  |  |                       |  |
|                                    |                  | Elisabetta dei Cumani | Köten dei Cumani                   |  |  |       |  |  |                 |  |  |                       |  |
|                                    |                  | Elisabetta dei Cumani | Köten dei Cumani                   |  |  |       |  |  |                 |  |  |                       |  |
|                                    |                  | Elisabetta dei Cumani | Halitsch                           |  |  |       |  |  |                 |  |  |                       |  |
| Carlo d'Angiò, principe di Taranto |                  | Elisabetta dei Cumani |                                    |  |  |       |  |  |                 |  |  |                       |  |
|                                    | Michele II Ducas | Michele I d'Epiro     |                                    |  |  |       |  |  |                 |  |  |                       |  |
|                                    | Michele II Ducas | Michele I d'Epiro     |                                    |  |  |       |  |  |                 |  |  |                       |  |
|                                    | Michele II Ducas | Melissena             |                                    |  |  |       |  |  |                 |  |  |                       |  |
| Niceforo I d'Epiro                 | Michele II Ducas |                       |                                    |  |  |       |  |  |                 |  |  |                       |  |
|                                    |                  | Teodora di Arta       | Giovanni Petralife                 |  |  |       |  |  |                 |  |  |                       |  |
|                                    |                  | Teodora di Arta       | Giovanni Petralife                 |  |  |       |  |  |                 |  |  |                       |  |
|                                    |                  | Teodora di Arta       | Elena                              |  |  |       |  |  |                 |  |  |                       |  |
| Thamar Angelina Comnena Ducena     |                  | Teodora di Arta       |                                    |  |  |       |  |  |                 |  |  |                       |  |
|                                    |                  | …                     | …                                  |  |  |       |  |  |                 |  |  |                       |  |
|                                    |                  | …                     | …                                  |  |  |       |  |  |                 |  |  |                       |  |
|                                    |                  | …                     | …                                  |  |  |       |  |  |                 |  |  |                       |  |
| Anna Cantacuzena                   |                  | …                     |                                    |  |  |       |  |  |                 |  |  |                       |  |
|                                    |                  | …                     | …                                  |  |  |       |  |  |                 |  |  |                       |  |
|                                    |                  | …                     | …                                  |  |  |       |  |  |                 |  |  |                       |  |
|                                    |                  | …                     | …                                  |  |  |       |  |  |                 |  |  |                       |  |
|                                    |                  | …                     |                                    |  |  |       |  |  |                 |  |  |                       |  |